# Collegio di Stockton North
Stockton North è un collegio elettorale situato nella contea di Durham, nel Nord Est dell'Inghilterra, e rappresentato alla Camera dei comuni del Parlamento del Regno Unito. Elegge un membro del parlamento con il sistema first-past-the-post, ossia maggioritario a turno unico; l'attuale parlamentare è Chris McDonald del Partito Laburista, che rappresenta il collegio dal 2024.

## Estensione

Stockton North dal 2010 al 2024

- 1983-1997: i ward del borgo di Stockton-on-Tees di Blue Hall, Charltons, Elm Tree, Glebe, Grange, Hardwick, Marsh House, Mile House, Newtown, Northfield, Norton, Portrack and Tilery, Roseworth, St Aidan's, St Cuthbert's, Whitton e Wolveston.
- 1997-2010: i ward del borgo di Stockton-on-Tees di Blue Hall, Charltons, Glebe, Grange, Hardwick, Marsh House, Mile House, Newtown, Northfield, Norton, Portrack and Tilery, Roseworth, St Aidan's, St Cuthbert's, Whitton e Wolviston.
- 2010-2024: i ward del borgo of Stockton-on-Tees di Billingham Central, Billingham East, Billingham North, Billingham South, Billingham West, Hardwick, Newtown, Northern Parishes, Norton North, Norton South, Norton West, Roseworth, Stockton Town Centre e Western Parishes.
- dal 2024: i ward del borgo of Stockton-on-Tees di Billingham Central; Billingham East; Billingham North; Billingham South; Billingham West and Wolviston; Eaglescliffe East; Grangefield; Hardwick and Salters Lane; Newtown; Northern Parishes; Norton Central; Norton North; Norton South; Ropner; Roseworth; Stockton Town Centre e una piccola parte di Hartburn.[1]

Stockton North consiste della parte nord-orientale di Stockton-on-Tees nella contea di Durham, e comprende anche le città ed i villaggi di Billingham, Wolviston, Port Clarence e Thorpe Thewles.

## Membri del parlamento
| Elezione | Elezione        | Deputato   | Partito   |
| -------- | --------------- | ---------- | --------- |
|          | 1983            | Frank Cook | Laburista |
| 2010     | Alex Cunningham |            | Laburista |
| 2024     | Chris McDonald  |            | Laburista |

## Elezioni

### Elezioni negli anni 2020
| Partito                    | Partito                                | Candidato                  | Risultati 4 luglio 2024 | Risultati 4 luglio 2024 |
| Partito                    | Partito                                | Candidato                  | Voti                    | %                       |
| -------------------------- | -------------------------------------- | -------------------------- | ----------------------- | ----------------------- |
|                            | Laburista                              | Chris McDonald             | 17 128                  | 45,80                   |
|                            | Reform UK                              | John McDermottroe          | 9 189                   | 24,57                   |
|                            | Conservatore                           | Niall Innes                | 8 028                   | 21,46                   |
|                            | Verdi                                  | Sam Bradford               | 1 923                   | 5,14                    |
|                            | Lib Dem                                | Jo Barton                  | 1 133                   | 3,03                    |
|                            |                                        |                            |                         |                         |
| Iscritti                   | Iscritti                               | Iscritti                   | 70 242                  | 100,00                  |
| ↳ Votanti (% su iscritti)  | ↳ Votanti (% su iscritti)              | ↳ Votanti (% su iscritti)  | 37 402                  | 53,25                   |
| ↳ Astenuti (% su iscritti) | ↳ Astenuti (% su iscritti)             | ↳ Astenuti (% su iscritti) | 32 840                  | 46,75                   |
|                            |                                        |                            |                         |                         |
|                            | Esito: collegio confermato a Laburista |                            |                         |                         |

### Elezioni negli anni 2010
| Partito                    | Partito                                | Candidato                  | Risultati 12 dicembre 2019 | Risultati 12 dicembre 2019 |
| Partito                    | Partito                                | Candidato                  | Voti                       | %                          |
| -------------------------- | -------------------------------------- | -------------------------- | -------------------------- | -------------------------- |
|                            | Laburista                              | Alex Cunningham            | 17 728                     | 43,08                      |
|                            | Conservatore                           | Steven Jackson             | 16 701                     | 40,58                      |
|                            | Brexit                                 | Martin Walker              | 3 907                      | 9,49                       |
|                            | Lib Dem                                | Aidan King                 | 1 631                      | 3,96                       |
|                            | North East Party                       | Mark Burdon                | 1 189                      | 2,89                       |
|                            |                                        |                            |                            |                            |
| Iscritti                   | Iscritti                               | Iscritti                   | 66 676                     | 100,00                     |
| ↳ Votanti (% su iscritti)  | ↳ Votanti (% su iscritti)              | ↳ Votanti (% su iscritti)  | 41 156                     | 61,73                      |
| ↳ Astenuti (% su iscritti) | ↳ Astenuti (% su iscritti)             | ↳ Astenuti (% su iscritti) | 25 520                     | 38,27                      |
|                            |                                        |                            |                            |                            |
|                            | Esito: collegio confermato a Laburista |                            |                            |                            |

| Partito                    | Partito                                | Candidato                  | Risultati 8 giugno 2017 | Risultati 8 giugno 2017 |
| Partito                    | Partito                                | Candidato                  | Voti                    | %                       |
| -------------------------- | -------------------------------------- | -------------------------- | ----------------------- | ----------------------- |
|                            | Laburista                              | Alex Cunningham            | 24 304                  | 56,88                   |
|                            | Conservatore                           | Mark Fletcher              | 15 589                  | 36,48                   |
|                            | UKIP                                   | Ted Strike                 | 1 834                   | 4,29                    |
|                            | Lib Dem                                | Sarah Brown                | 646                     | 1,51                    |
|                            | Verdi                                  | Emma Robson                | 358                     | 0,84                    |
|                            |                                        |                            |                         |                         |
| Iscritti                   | Iscritti                               | Iscritti                   | 66 249                  | 100,00                  |
| ↳ Votanti (% su iscritti)  | ↳ Votanti (% su iscritti)              | ↳ Votanti (% su iscritti)  | 42 731                  | 64,50                   |
| ↳ Astenuti (% su iscritti) | ↳ Astenuti (% su iscritti)             | ↳ Astenuti (% su iscritti) | 23 518                  | 35,50                   |
|                            |                                        |                            |                         |                         |
|                            | Esito: collegio confermato a Laburista |                            |                         |                         |

| Partito                    | Partito                                | Candidato                  | Risultati 7 maggio 2015 | Risultati 7 maggio 2015 |
| Partito                    | Partito                                | Candidato                  | Voti                    | %                       |
| -------------------------- | -------------------------------------- | -------------------------- | ----------------------- | ----------------------- |
|                            | Laburista                              | Alex Cunningham            | 19 436                  | 49,12                   |
|                            | Conservatore                           | Christopher Daniels        | 11 069                  | 27,97                   |
|                            | UKIP                                   | Mandy Boylett              | 7 581                   | 19,16                   |
|                            | Lib Dem                                | Anthony Sycamore           | 884                     | 2,23                    |
|                            | North East Party                       | John Tait                  | 601                     | 1,52                    |
|                            |                                        |                            |                         |                         |
| Iscritti                   | Iscritti                               | Iscritti                   | 66 172                  | 100,00                  |
| ↳ Votanti (% su iscritti)  | ↳ Votanti (% su iscritti)              | ↳ Votanti (% su iscritti)  | 39 571                  | 59,80                   |
| ↳ Astenuti (% su iscritti) | ↳ Astenuti (% su iscritti)             | ↳ Astenuti (% su iscritti) | 26 601                  | 40,20                   |
|                            |                                        |                            |                         |                         |
|                            | Esito: collegio confermato a Laburista |                            |                         |                         |

| Partito                    | Partito                                | Candidato                  | Risultati 6 maggio 2010 | Risultati 6 maggio 2010 |
| Partito                    | Partito                                | Candidato                  | Voti                    | %                       |
| -------------------------- | -------------------------------------- | -------------------------- | ----------------------- | ----------------------- |
|                            | Laburista                              | Alex Cunningham            | 16 923                  | 42,85                   |
|                            | Conservatore                           | Ian Galletley              | 10 247                  | 25,94                   |
|                            | Lib Dem                                | Philip Latham              | 6 342                   | 16,06                   |
|                            | BNP                                    | James MacPherson           | 1 724                   | 4,36                    |
|                            | Indipendente                           | Frank Cook                 | 1 577                   | 3,99                    |
|                            | UKIP                                   | Gordon Parkin              | 1 556                   | 3,94                    |
|                            | Democratici                            | Ian Saul                   | 1 129                   | 2,86                    |
|                            |                                        |                            |                         |                         |
| Iscritti                   | Iscritti                               | Iscritti                   | 67 402                  | 100,00                  |
| ↳ Votanti (% su iscritti)  | ↳ Votanti (% su iscritti)              | ↳ Votanti (% su iscritti)  | 39 498                  | 58,60                   |
| ↳ Astenuti (% su iscritti) | ↳ Astenuti (% su iscritti)             | ↳ Astenuti (% su iscritti) | 27 904                  | 41,40                   |
|                            |                                        |                            |                         |                         |
|                            | Esito: collegio confermato a Laburista |                            |                         |                         |

### Elezioni negli anni 2000
| Partito                    | Partito                                | Candidato                  | Risultati 5 maggio 2005 | Risultati 5 maggio 2005 |
| Partito                    | Partito                                | Candidato                  | Voti                    | %                       |
| -------------------------- | -------------------------------------- | -------------------------- | ----------------------- | ----------------------- |
|                            | Laburista                              | Frank Cook                 | 20 012                  | 54,94                   |
|                            | Conservatore                           | Harriett Baldwin           | 7 575                   | 20,79                   |
|                            | Lib Dem                                | Neil Hughes                | 6 869                   | 18,86                   |
|                            | BNP                                    | Kevin Hughes               | 986                     | 2,71                    |
|                            | UKIP                                   | Gordon Parkin              | 986                     | 2,71                    |
|                            |                                        |                            |                         |                         |
| Iscritti                   | Iscritti                               | Iscritti                   | 63 243                  | 100,00                  |
| ↳ Votanti (% su iscritti)  | ↳ Votanti (% su iscritti)              | ↳ Votanti (% su iscritti)  | 36 428                  | 57,60                   |
| ↳ Astenuti (% su iscritti) | ↳ Astenuti (% su iscritti)             | ↳ Astenuti (% su iscritti) | 26 815                  | 42,40                   |
|                            |                                        |                            |                         |                         |
|                            | Esito: collegio confermato a Laburista |                            |                         |                         |

| Partito                    | Partito                                | Candidato                  | Risultati 7 giugno 2001 | Risultati 7 giugno 2001 |
| Partito                    | Partito                                | Candidato                  | Voti                    | %                       |
| -------------------------- | -------------------------------------- | -------------------------- | ----------------------- | ----------------------- |
|                            | Laburista                              | Frank Cook                 | 22 470                  | 63,43                   |
|                            | Conservatore                           | Amanda Vigar               | 7 823                   | 22,08                   |
|                            | Lib Dem                                | Mary Wallace               | 4 208                   | 11,88                   |
|                            | Verdi                                  | Bill Wennington            | 926                     | 2,61                    |
|                            |                                        |                            |                         |                         |
| Iscritti                   | Iscritti                               | Iscritti                   | 64 647                  | 100,00                  |
| ↳ Votanti (% su iscritti)  | ↳ Votanti (% su iscritti)              | ↳ Votanti (% su iscritti)  | 35 427                  | 54,80                   |
| ↳ Astenuti (% su iscritti) | ↳ Astenuti (% su iscritti)             | ↳ Astenuti (% su iscritti) | 29 220                  | 45,20                   |
|                            |                                        |                            |                         |                         |
|                            | Esito: collegio confermato a Laburista |                            |                         |                         |

## Risultati dei referendum

### Referendum sulla permanenza del Regno Unito nell'Unione europea del 2016
|             | Collegio       | Lasciare UE % | Rimanere in UE % |
| ----------- | -------------- | ------------- | ---------------- |
|             | Stockton North | 66,5%         | 33,5%            |
| Inghilterra | 53,3%          | 46,7%         |                  |
| Regno Unito | 51,9%          | 48,1%         |                  |